# Teslić
Teslić (szerbül: Теслић), város és községközpont Bosznia-Hercegovinában, a Szerb Köztársaságban. Teslić a Boszniai Szerb Köztársaság legnagyobb községei közé tartozik, melynek területe 846 négyzetkilométer. 1991-es népszámlálás adatai szerint Teslić községnek 59 854 lakosa volt. A háborús és a háború utáni évek demográfiai ingadozásai után a becslések szerint valamivel több mint 53 ezer lakosa volt. Maga Teslić városa mintegy 12 000, a külvárosi településekkel pedig mintegy 25 000 lakossal rendelkezett. Azóta a lakosság száma jelentősen visszaesett. Teslić viszonylag fiatal város. Csak az iparosítással, 19. század utolsó évtizedeiben tűnt fel, de központjától eltérően a község számos települése rendelkezik középkori hagyományokkal, és sokkal régebbi, mint Teslić városa.

## Fekvése
A település Bosznia-Hercegovina középső részének északi szélén, Banja Lukától légvonalban 56, közúton 84 km-re délkeletre, Dobojtól légvonalban 23, közúton 27 km-re délnyugatra, a Velika Usora völgyében, a Velika Usora és a Mala Usora összefolyásának közelében, a Doboj-Banja Luka főút mentén, 200-230 méteres magasságban található. A község Közép-Bosznia északi részén fekszik, és a Boszniai Szerb Köztársaság nyugati felének déli részét fedi le. 846 km²-es területével a Boszniai Szerb Köztársaság egyik legnagyobb községe, amely Doboj, Tešanj, Maglaj, Žepče, Zenica, Travnik, Kotor Varoš és Čelinac községekkel határos. 
Teslić község domborzata a következő övezetekre osztható. A község északkeleti része, mely a teljes terület mintegy 40%-át fedi le, a tengerszint feletti 200 és 500 m magassági közötti zónában található. Ez főleg sík és dombos terület, mely a Velika és a Mala Usora folyók, valamint a Mala Ukrina körül fekszik. A község délnyugati és déli szélső része 1000 m feletti tengerszint feletti magasságban található (Vučja planina eléri az 1387 m magasságot), de ennek a területnek a nagy része az 500-1000 m tengerszint feletti magasságban fekszik.

## Éghajlata
Az Usora medencéje a mérsékelt égövi övezbe tartozik, melybe azészaki irányú folyóvölgyeknek köszönhetően kontinentális éghajlati hatások hatolnak be. A Velika és a Mala Usora völgyét a Vučja Planina és a Borja-hegység zárja le délről, így el van zárva a Földközi-tenger mediterrán éghajlati befolyásától. Összességében a terület éghajlata mérsékelt-kontinentális.

## Népessége

### A község népessége
| Nemzetiségi csoport | Népesség 1991 | Népesség 2013 |
| ------------------- | ------------- | ------------- |
| Szerb               | 32962         | 29041         |
| Bosnyák             | 12802         | 7184          |
| Horvát              | 9525          | 1442          |
| Jugoszláv           | 3465          | 48            |
| Egyéb               | 1100          | 821           |
| Összesen            | 59854         | 38536         |

### A település népessége
| Nemzetiségi csoport | Népesség 1991 | Népesség 2013 |
| ------------------- | ------------- | ------------- |
| Szerb               | 3571          | 5603          |
| Bosnyák             | 1889          | 704           |
| Horvát              | 766           | 320           |
| Jugoszláv           | 1987          | 37            |
| Egyéb               | 442           | 393           |
| Összesen            | 8655          | 7057          |

## Története
Bár maga Teslić városa viszonylag fiatal, ennek a vidéknek a története nagyon a régmúlt időkre nyúlik vissza. Erről tanúskodnak a rastušai, blatnicai, vrućicai és čečavai barlangban feltárt őskori fegyver- és szerszámmaradványok. A Borja-hegység meredek lejtőin és az Usora medre mentén az illírek és a kelták idejéből származó primitív bányászati szerszámok maradványai kerültek elő. A rómaiak az i. e. 250 körüli időben érkeztek erre a vidékre. Az ifjabb Plinius (i. sz. 62-113) feljegyzése szerint Vrućica termálvizeit már ők is használták. A 7. és a 10. század között a független szerb állam része volt. A középkorban a bogumilizmus volt az uralkodó vallás, amely a 15. századra szinte teljesen eltűnt. Róla tanúskodnak a jellegzetes sírkövek, a stećakok, amelyek ezeken a területeken is nagy számban találhatók, Gomjenica és Rudopolje egész területén, valamint a Hrast Potok melletti dombon. A legérdekesebb és legnagyobb műemlékek Banja Vrućicában találhatók, ahol egy vár alapfalai láthatók.
1463 májusának elején II. Mehmed oszmán szultán seregével Boszniára tört és könnyedén meghódította azt. Mátyás magyar király 1463 végén a velenceiekkel szövetségben hadsereget vezetett az oszmánok ellen, sikerült Jajcáig behatolnia, és kiszorítani őket Észak-Boszniából. A töröktől visszafoglalt területeket bánságokba szervezte, így jött létre a Jajcai és a Szreberniki bánság, melynek az Usoravidék is része lett. A középkori boszniai feudális urak idejéből a mai Teslić község területén kevés látható bizonyíték maradt, amelyeket különféle legendák öveznek. Ezek a maradványok főként egykori erődítmények romjai, mint például a Gomijenica melletti vár, a Studenac melletti várrom, az ukrinicai várrom, a rajševai várrom és a ruževići várrom.

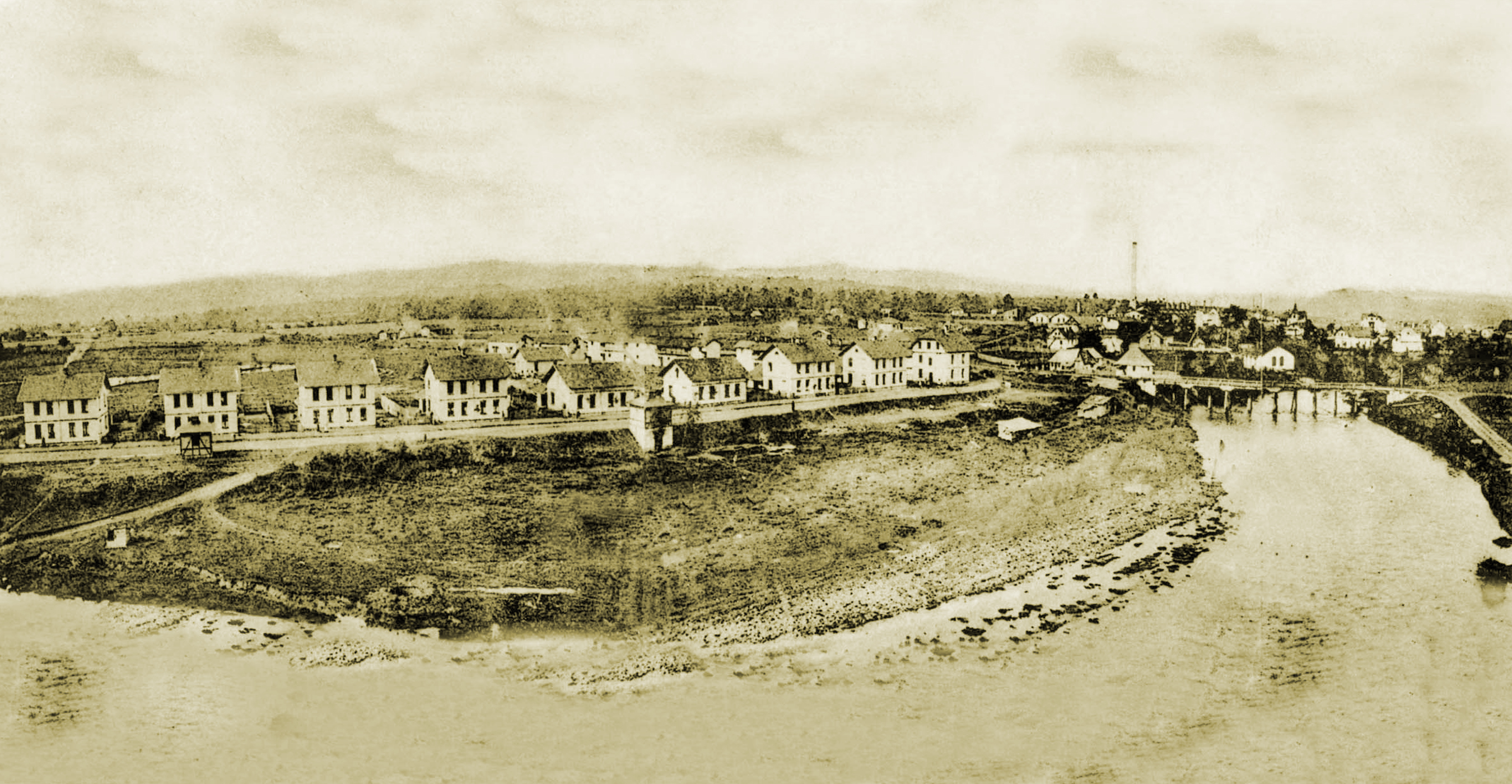
Teslić látképe az alapítás idején

A vegyes lakosságú település környéke 1878-ig tartozott az Oszmán Birodalomhoz, ekkor a berlini kongresszus határozata alapján az Osztrák–Magyar Monarchia része lett. A hasznosításra alkalmas sűrű tölgyes azonnal felkeltette az új hatalom figyelmét, így 1882-ben megépítették az Usora-Pribinić vasútvonalat. 1896-ban azon a területen, ahol Velika és Mala Usora kezd közeledni egymáshoz, felépítettek egy fafeldolgozó gyárat – az ún. „Destillációt”, és ezzel megkezdődött egy új város, Teslić városa létrehozásának és fejlődésének időszaka. 1910-ben a Tesanji járáshoz tartozó községben már 290 háztartást, 886 ortodox, 668 muszlim, 258 római katolikus és 2 görög katolikus lakost találtak. A monarchia szétesésével 1918-ban előbb a Szerb-Horvát-Szlovén Királyság, majd 1929-től a Jugoszláv Királyság része lett. 1921-ben a Tesanji járáshoz tartozó községnek már összesen 1833 lakosa volt, melyből 901 ortodox, 639 muszlim, 277 római katolikus és 16 evangélikus volt. Az 1929-es törvény értelmében, amikor Bosznia-Hercegovinát négy banovinára, Drinskára, Vrbaskára, Zetskára és Primorskára osztották, a település a Vrbaska banovina része lett, amelynek székhelye Banja Luka volt. Jugoszlávia megszállása után a Független Horvát Állam (NDH) része lett. 
A második világháború után 1992-ig a település a szocialista Jugoszlávia keretében a Bosznia-Hercegovinai Népköztársaság része volt. A boszniai háborút lezáró daytoni békeszerződést követő területfelosztásnál a Szerb Köztársaság területéhez került.

## Kultúra

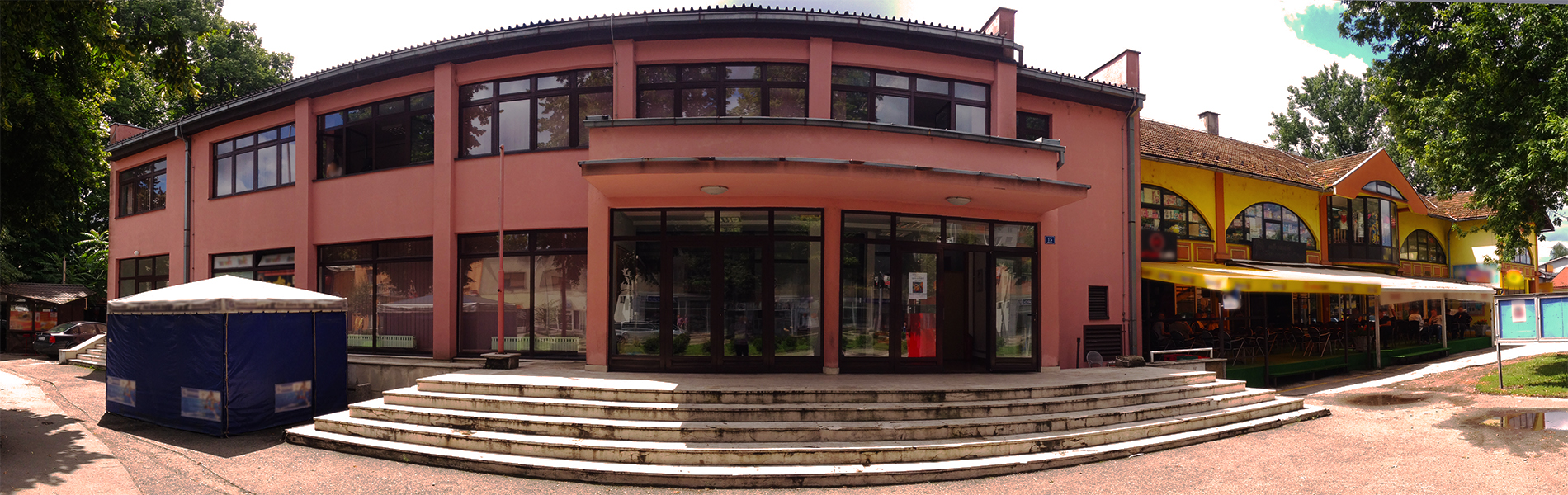
A „Branislav Nušić” Amatőr Színház

Teslić község egyetlen kulturális közintézménye a „Danilo Kiš” Nemzeti Könyvtár. További kulturális intézmények, a „Prosvjeta” Szerb Oktatási és Kulturális Egyesület és a „Preporod” Bosnyák Kulturális Egyesület, melyeket bár az önkormányzat költségvetéséből finanszírozzák, nem rendelkeznek közintézményi státusszal, formai és jogi értelemben azonban polgári egyesületeknek minősülnek. Ugyanez mondható el a „Branislav Nušić” Amatőr Színjátszókörről is.
Teslić községnek van egy állandó kulturális rendezvényekre szánt területe. A Nemzeti Könyvtár helyiségein kívül található még a nemrég felújított és kibővített városi mozi épülete is, amelyet az SPKD „Prosvjeta” térítésmentesen használ. Itt található a Középiskolai Központ, valamint egy újonnan épült sportcsarnok, amely nagyobb kulturális rendezvények, előadások lebonyolítására is alkalmas.

## Oktatás
- A teslići „Mladost” Általános Iskola az 1893-ban megnyílt első teslići általános iskola hagyományát folytatja. 1948-ban egy alsó tagozatos (4 osztályos) gimnázium is megnyílt Teslićben, így 1956. szeptember 1-jén a két iskolát összevonták, és egy nyolc évfolyamos iskolát hoztak létre, amelybe mintegy ezer tanuló jár. Ennek az iskolának volt két rudniki regionális iskolája is, amelyet 1944 őszén nyitottak meg, és új épületben működik 1957 óra a vrućicai regionális iskola is, amelyet 1933-ban nyitottak meg, és akkor mindössze három osztályos volt.[6]

- A teslići „Braća Ribar” Általános Iskola az „Ezer iskola Bosznia-Hercegovinában” kampány részeként épült, és 1978. szeptember 25-én nyílt meg, körülbelül 1650 tanulóval. Több területi iskola tartozik hozzá.[6]

- Teslićen 1900 óta működott tanonciskola, mely eredeti formájában 1972-ig működött, amikor összevonták a gimnáziummal. Így alakult ki a Középiskolai Központ. Az iskola működése során több mint hatvan nemzedéket nevelt fel, akik kiváló munkások és iparosok lettek, vegyipari, elektromos, fémmegmunkáló, faipari és egyéb ipari és kézműves szakmákban.[6]

- Teslićen 1959-ig nem volt gimnázium, ekkor a Doboji Közgazdasági Iskola helyi iskolája nyílt meg a városban. A Teslić Község Népbizottságának 1962. december 10-i határozatával Teslićen Gimnázium létesült, de a gimnáziumi tanulók első generációja (19 diák) 1971 csak szeptemberében kezdte meg tanulmányait. Sok nehézséget okozott az iskola elhelyezkedése, valamint a tanári állomány biztosítása. A gimnázium 1972-től a Középiskolai Központ része, így munkája a középfokú szakoktatás bevezetésével megszűnt.[6]

## Nevezetességei

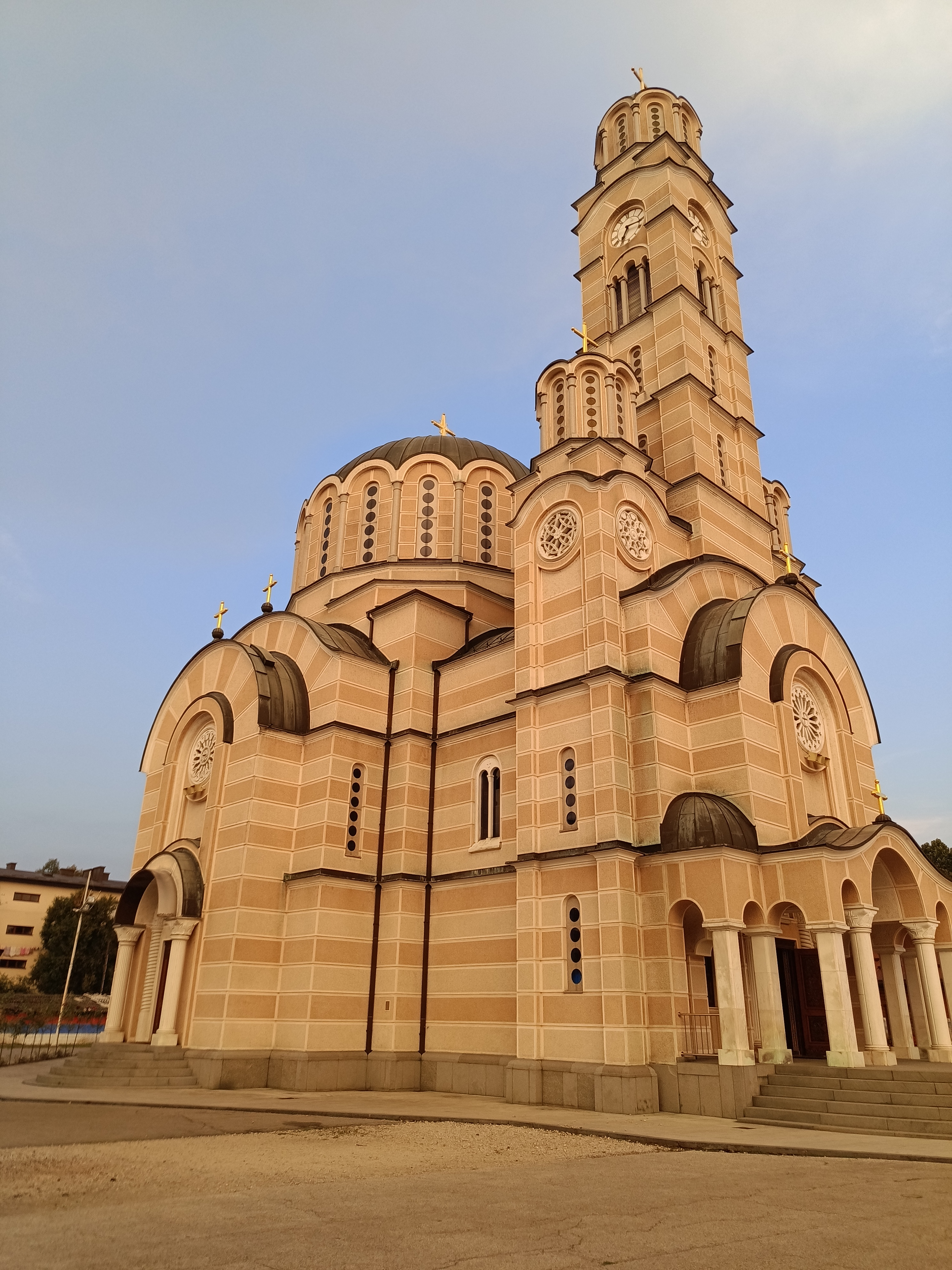
A Szentháromság pravoszláv emléktemplom

- A teslici Szentháromság-emléktemplom méreteit és építészeti megoldásait tekintve si monumentális épület, így a térség legreprezentatívabb épülete. A templom belsejét márvány ikonosztáz díszíti, amely az oplenaci Szent György-templom Karađorđević adományozta ikonosztáza mintájára készült, és egyedülálló aranyozással és faragott köves díszítésével tűnik ki. Ez az egyik legnagyobb ortodox templom a Boszniai Szerb Köztársaságban. A templom a Teslić községi önkormányzat elesett katonáinak emléktemplomának épült, akiknek a neve a templom narthexében található két kőlapon van felírva. Az ikonok mozaik technikával készülnek. A templomnak 11 aranyozott keresztje van, de a kupolája kisebb, mint a belgrádi Szent Száva templomé.[7]

- A várostól 17 km-re Rastuša faluban, a Hrnjin-hegy keleti oldalán található a Rastuša-barlang. A feltárt járatok hossza 570 m, a turistatúrához 450 m megvilágított turistaösvény készült. A barlang klímáját a külső klíma nem befolyásolja, így a barlang belsejében a hőmérséklet egész évben 13 fok. A barlang belseje gazdag barlangi ékességekben, a cseppkövek változatos formáiban. Különleges vonzerőt találunk a barlang falaiban, amelyeket „Tigrisbőr” néven ismert minták borítanak, amelyet kalcit lerakódások és ásványi oldatok kombinációja hoz létre. Ez a jelenség Európában csak két barlangban található Olaszországban és Franciaországban. A Rastuša-barlang régészeti lelőhely, a kutatás során cro magnoni és krapinai ősemberek maradványai, valamint egy pleisztocén farkas és egy barlangi medve (20 000 éves) maradványai kerültek elő. A barlangban két őskori tűzhely maradványait találták meg, az egyikben 150, a másikban pedig 400 évig égett a tűz. 2008 folyamán a brit Cambridge-i Egyetem szakemberei meglátogatták a Rastuša-barlangot, és kutatásaik során egy barlangi oroszlán és egy barlangi orrszarvú maradványait találták meg.[8]

## Fordítás
- Ez a szócikk részben vagy egészben  a   Teslić című bosnyák Wikipédia-szócikk ezen változatának fordításán alapul.  Az eredeti cikk szerkesztőit annak laptörténete sorolja fel. Ez a jelzés csupán a megfogalmazás eredetét és a szerzői jogokat jelzi, nem szolgál a cikkben szereplő információk forrásmegjelöléseként.